# パリ〜ルーベ2008
パリ〜ルーベ2008は、パリ〜ルーベの106回目の大会。2008年4月13日に行われた。28区間・総計52.8kmにわたるパーヴェ（石畳）がコースに組み込まれ、全行程259kmで行われた。
レースは、残り35km地点でアタックを仕掛けたトム・ボーネンとそこに合流したファビアン・カンチェラーラとアレッサンドロ・バッランの3名が後続を引き離すことに成功。勝負はゴールスプリントにもつれこみ、ボーネンがカンチェラーラとバッランを降して3年ぶり2度目の優勝を飾った。

## 結果
|    | 選手名                     | 国籍           | チーム             | 時間          |
| -- | -------------------------- | -------------- | ------------------ | ------------- |
| 1  | トム・ボーネン             | ベルギー       | クイックステップ   | 5時間58分42秒 |
| 2  | ファビアン・カンチェラーラ | スイス         | チームCSC          | +01秒         |
| 3  | アレッサンドロ・バッラン   | イタリア       | ランプレ           | 同            |
| 4  | マルテイン・マースカント   | オランダ       | スリップストリーム | +3分39秒      |
| 5  | スチュアート・オグレディ   | オーストラリア | チームCSC          | +3分57秒      |
| 6  | ライフ・ホスト             | ベルギー       | サイレンス・ロット | 同            |
| 7  | ステイン・デヴォルデル     | ベルギー       | クイックステップ   | +3分59秒      |
| 8  | ヨハン・ファンスメレン     | ベルギー       | サイレンス・ロット | +4分35秒      |
| 9  | ジョージ・ヒンカピー       | アメリカ合衆国 | チーム・ハイロード | +5分12秒      |
| 10 | ファビオ・バルダート       | イタリア       | ランプレ           | 同            |